# Gonomyia (Leiponeura) biaculeata
Gonomyia (Leiponeura) biaculeata is een tweevleugelige uit de familie steltmuggen (Limoniidae). De soort komt voor in het Oriëntaals gebied.